# ULTra

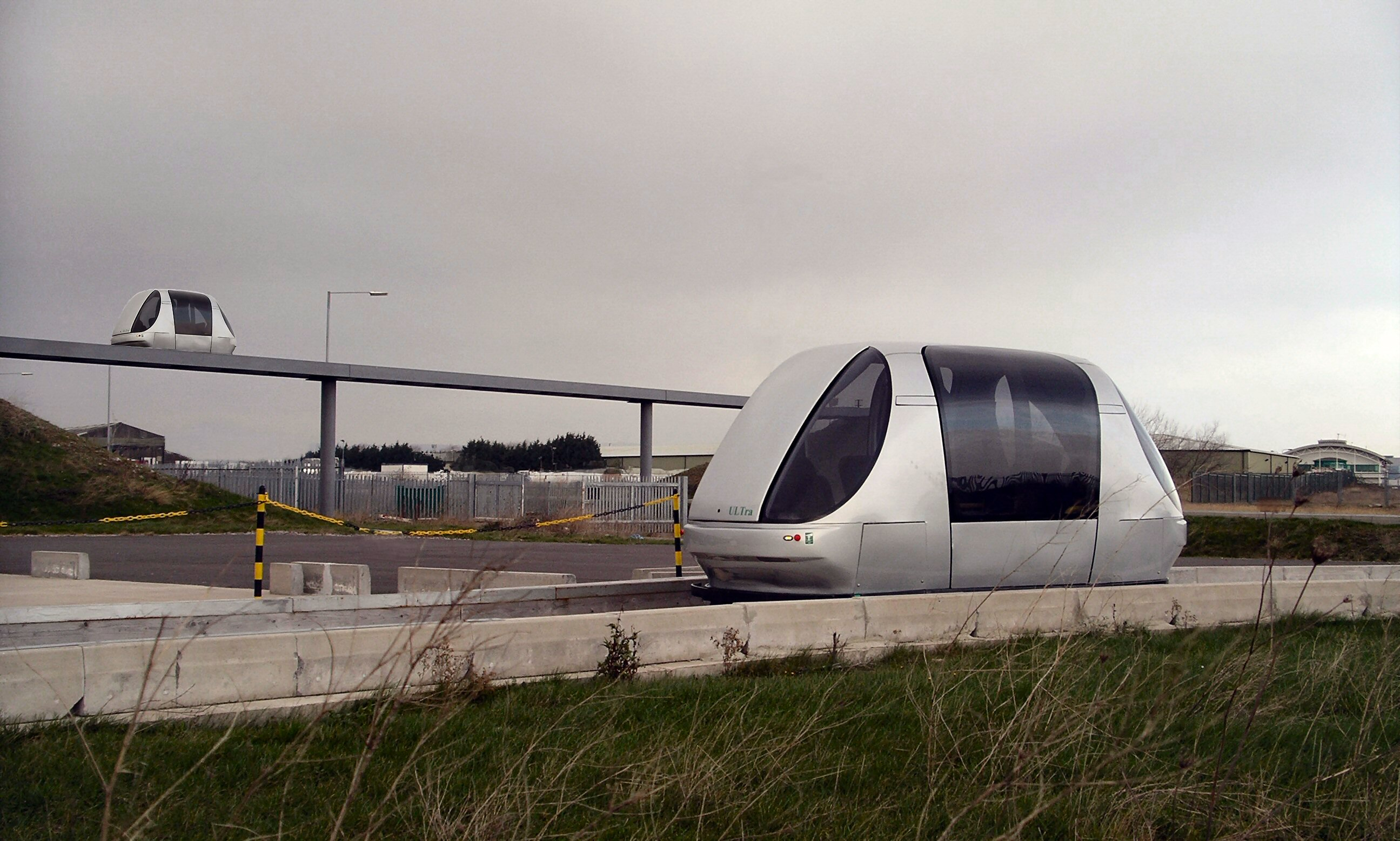
Test ULTra w Cardiff.

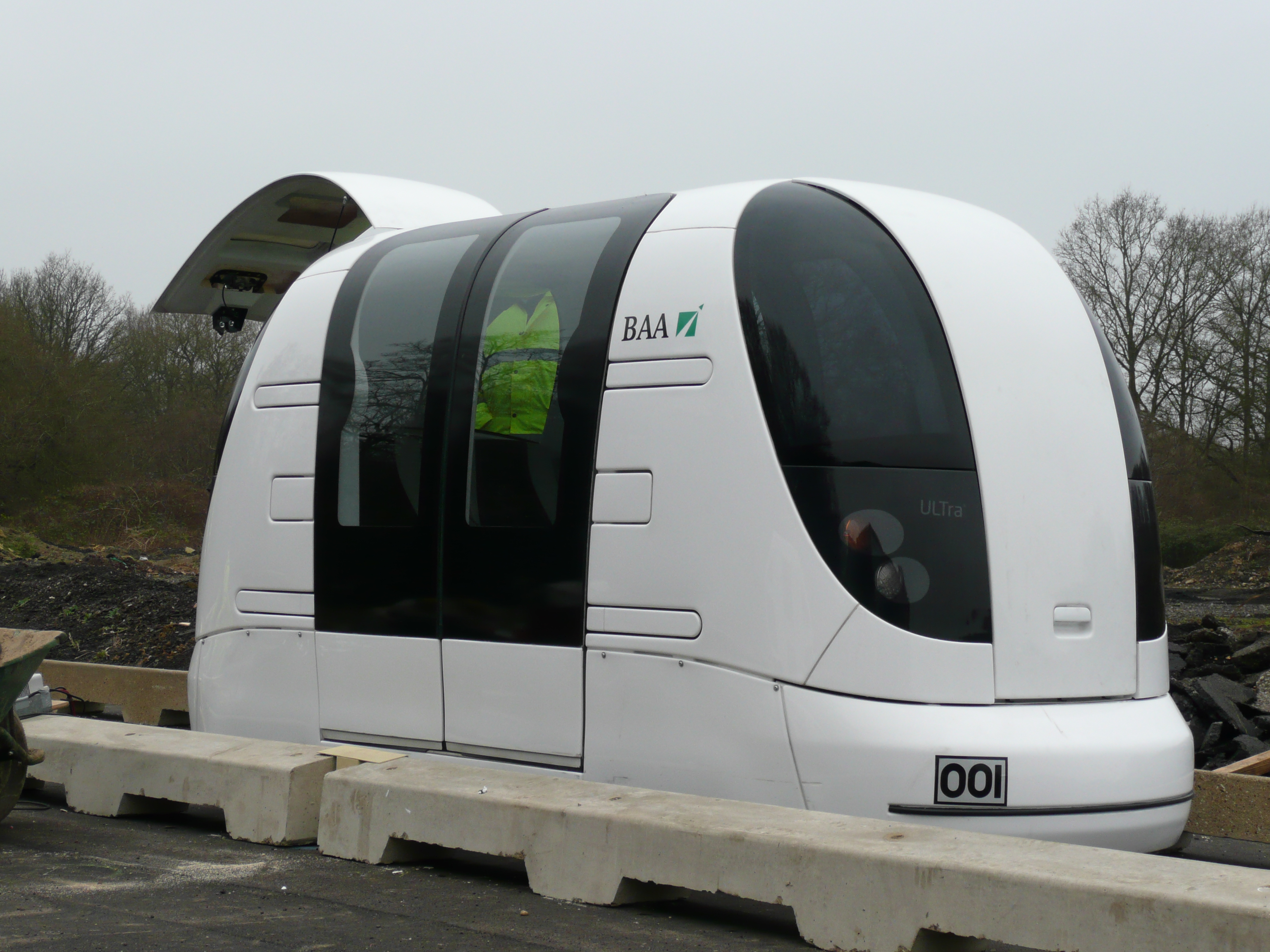
pojazd ULTra

ULTra (Urban Light Transit, miejski lekki transport) to jeden z działających rozwiązań indywidualnego transportu miejskiego. Działające rozwiązanie na lotnisku Heathrow zastąpiło istniejące połączenie autobusowe między terminalem 5 a parkingiem samochodowym.
Jest to system złożony z „pod-ów” - małych, czteroosobowych samochodów w pełni autonomicznych i nieposiadających kierownicy. Zasilanie odbywa się z posiadanych przez pojazdy baterii, ładowanych podczas postoju na stacji. Pojazdy są napędzane silnikiem elektrycznym. Wsiadanie oraz wybieranie stacji docelowej odbywa się na stacji, która posiada automatyczne drzwi, otwierane dopiero po wybraniu miejsca docelowego i obecności pojazdu po drugiej stronie. Po zamknięciu drzwi i naciśnięciu przycisku startu pojazd analizuje otoczenie i jeśli widzi wolną drogę wyrusza w podróż, zachowując odstęp od poprzedzającego go pojazdu.
System działa w pełni automatycznie, bez konieczności ingerencji kierowcy czy też obecności pracownika lotniska. Dzięki zminimalizowaniu czasu oczekiwania (95% pasażerów czeka mniej niż minutę), oraz szybszej wymianie pasażerów czas podróży skrócił się do około 5 minut, ze średniego czasu dla autobusu wynoszącego ponad trzy razy więcej (≈15-20 minut).